# Lorraine Dodd
Lorraine Dodd (Perth, 6 de septiembre de 1944 - 26 de noviembre de 2004) fue una nadadora, atleta y jugadora de tenis de mesa paralímpica australiana.

## Vida personal
Dodd nació en el suburbio de Perth de Subiaco el 6 de septiembre de 1944, siendo la menor de cinco hermanos.  Quedó parapléjica a la edad de 13 años después de contraer mielitis transversa, que la confinó a una silla de ruedas. Después de contraer la enfermedad, se sometió a rehabilitación que incluyó tiro con arco y natación en el Royal Perth Hospital Shenton Park Annexe.
Este fue el comienzo de su carrera deportiva. Después del tratamiento en el hospital, regresó a la escuela Escuela Secundaria de Mount Lawley y luego pasó el examen de júnior en la Universidad de Australia Occidental. En el año 1966, conoció a Ian McCoulough-Fry después de que fuera admitida en el anexo de Shenton Park del Hospital Real de Perth después de haber sufrido un accidente en una panadería donde trabajaba. Se casó con él en 1970, su marido falleció en el año 1989. Adoptaron un hijo, Matthew.
Dodd trabajó durante 25 años en la oficina de la Koondoola Special School, ahora conocida como Burbridge School. Estuvo involucrada en temas de discapacidad con la Autoridad de Transporte Público y ayudó a grupos comunitarios como Wheelchair Sports WA, los Abilympics y Business and Professional Women. Murió el 26 de noviembre de 2004.

## Carrera deportiva
Dodd compitió en los Juegos parapléjicos de la Mancomunidad en Perth en 1962, ganando siete medallas de oro y dos de plata. Por sus actuaciones en los Juegos, fue galardonado con el premio Ben Richter por la persona que mejor se ha esforzado en rehabilitarse. Trabajó como secretaria adjunta honoraria del Comité Organizador de los Juegos. Después de los juegos, fue empleada como taquimecanógrafa en el Departamento Universitario de Medicina del Hospital Real de Perth.
No compitió en los Juegos Paralímpicos de Tokio 1964 debido a problemas de salud. En los Juegos parapléjicos de la Mancomunidad de 1966, celebrados en Kingston (Jamaica), ganó seis medallas de oro: tres en natación en estilo libre, espalda y braza y tres en atletismo en lanzamiento de jabalina, disco y lanzamiento de mazas, y dos medallas de bronce en lanzamiento de bala y eslalon.  En los Juegos Paralímpicos de Tel Aviv 1968, ganó tres medallas de oro y rompió los récords mundiales en las pruebas de 25 m de espalda clase 2 completa, 25 m de braza clase 2 completa y 25 m de estilo libre clase 2 completa, una medalla de plata en la prueba de eslalon A y una medalla de bronce en la prueba de 60 m de silla de ruedas Dash A para principiantes. También compitió en el Women's Singles B - evento de tenis de mesa. Las lesiones la obligaron a retirarse de los Juegos parapléjicos de la Mancumunidad de 1970 en Edimburgo, y se retiró de la competición en ese año porque no pudo entrenar después de una cirugía de columna. Fue entrenada por Tony Howson.

## Reconocimientos
- 1996 - ingresada en el Salón de Campeones de Australia Occidental.[2]
- 2009 - incluida en el Salón de la Fama de la Natación de Australia Occidental.[10]